# Luciano Burti
Luciano Pucci Burti (São Paulo, 5 de março de 1975) é um piloto de automobilismo, comentarista de esporte a motor, apresentador e empresário brasileiro.
Burti teve como auge em sua carreira a passagem pela Fórmula 1, categoria máxima do automobilismo mundial pelas equipes Jaguar e Prost nas temporadas de 2000 e 2001, além de ter sido um dos pilotos de testes de desenvolvimento das Ferrari campeãs do mundo entre 2002 e 2004.
Além em de se dedicar a competir pela Stock Car Pro Series em seu retorno as competições no Brasil, entre 2005 e 2016.
Fora das pistas, ele sobreviveu a um terrível acidente sofrido em Spa-Francorchamps no ano de 2001.
E entre 2004 e 2021, Burti trabalhou de modo fixo como na TV Globo ocupando a função de comentarista dos Grandes Prêmios de Fórmula 1 pelo canal carioca, além de participações nos quadros de direção no Fantástico como o Mão na Roda, e nos programas de automóveis da casa, como o Auto Esporte.

## Trajetória no automobilismo
Burti iniciou sua trajetória rumo ao automobilismo profissional como kartista em 1991, com 16 anos de idade, ele foi campeão Paulista e Sul-Americano de kart em 1994 e 1995. Ainda em 1994 ele disputou o Mundial de Fórmula A, terminando em 8º no campeonato.
Em 1996, Burti chega a renomada Fórmula Vauxhall Winter Series, pela Paul Stewart Racing foram duas etapas com uma vitória. Na Fórmula Vauxhall Júnior com quadro vitórias em quinze etapas e 166 pontos ele termina a temporada em terceiro pela Martin Donnelly Racing.
Em 1997 a confirmação da promessa, Burti é o campeão da Fórmula Vauxhall pela Paul Stewart Racing, em doze corridas, foram sete pódios, com quadro vitórias e 84 pontos.
Em 1998, Luciano Burti vai à Fórmula 3 Britânica, novamente pela Paul Stewart Racing ele consegue o 3º lugar na temporada, a bordo de um Dallara 398 com um Mugen Honda, foram quinze corridas com sete pódios, três poles position, uma volta rápida e duas vitórias.
Já em 1999 uma temporada muito consistente, onde ele terminou como vice-campeão, em quinze corridas, foram cinco vitórias, cinco poles position, quatro voltas mais rápidas com um Dallara F399 Mugen, foram 209 pontos.
Sob os olhares dos Stewarts; Paul e Jackie, praticamente a carreira toda, era hora de dar o último passo para o auge, já em 1999 ele testou pela primeira vez um Fórmula 1, da equipe Stewart Grand Prix Ford.

## Fórmula 1

### Permanência na mudança da Stewart para Jaguar Racing e estreia

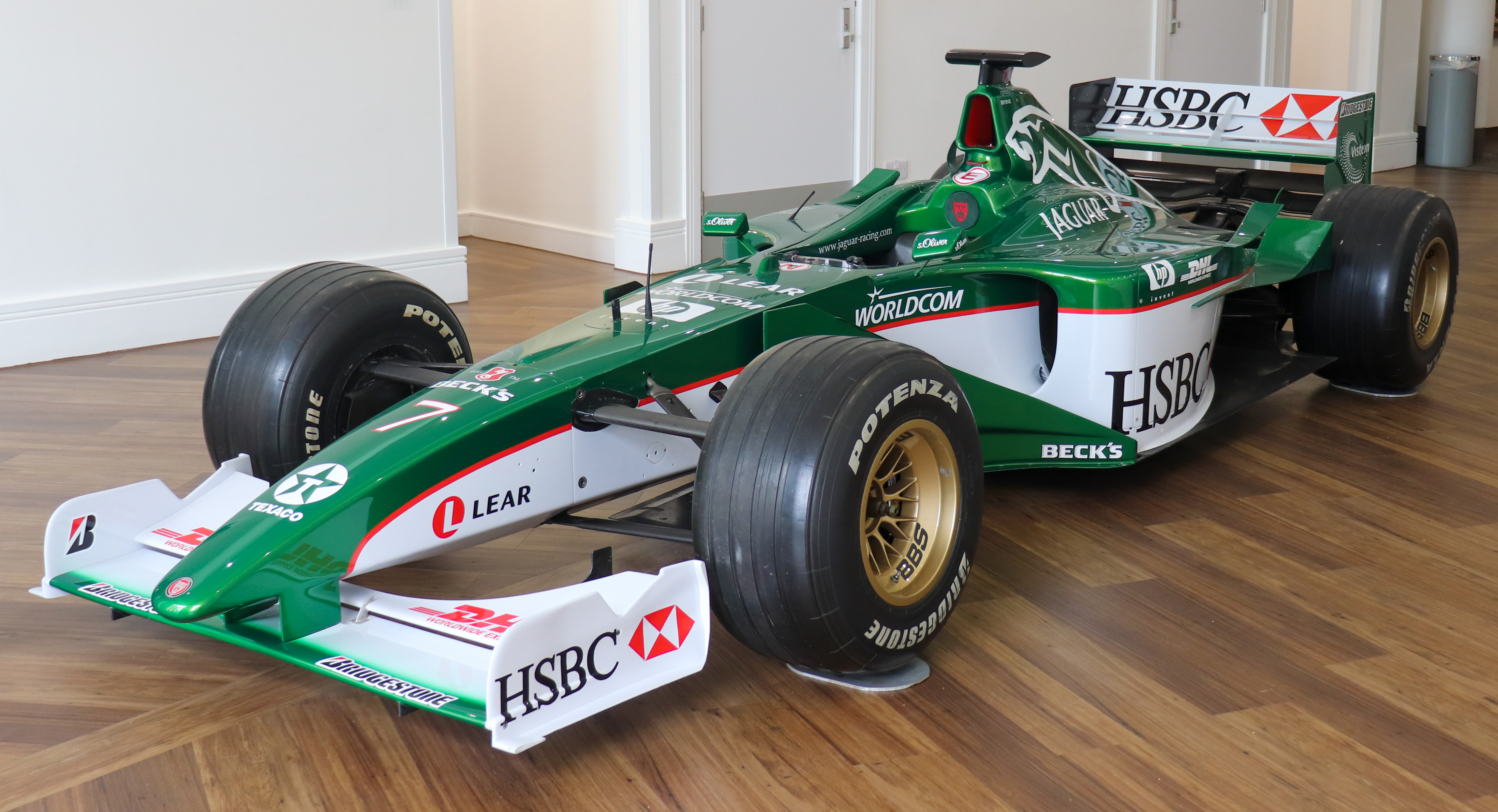
Jaguar R1 de 2000, pelo qual Burti debutou na F1

Burti se firmou como piloto de testes da Stewart para a temporada de 1999 da Fórmula 1, com um Stewart SF3, seus companheiros de equipe titulares eram Herbert e Barrichello. Para a temporada 2000 a Ford que fornecia os motores para a Stewart comprou a equipe e a transformou em Jaguar, divisão de carros de luxo da montadora Ford. 
Ainda em 2000, Burti estreou na Fórmula 1 pela Jaguar, substituindo Eddie Irvine em apenas uma corrida, o GP da Áustria em A1 Ring, o Irlandês teve uma crise de apendicite, e assim ele se tornou o 23º piloto Brasileiro a largar em um GP de F1, Burti largaria em 11º, mas o carro quebrou e Luciano teve que partir do pitlane com o carro reserva que estava configurado para Johnny Herbert, ainda sim encerrou a corrida em 10º com seu Jaguar R1 Cosworth CR 3.0 com pneus Bridgestone, mesmo não conhecendo o circuito.

### Jaguar em 2001

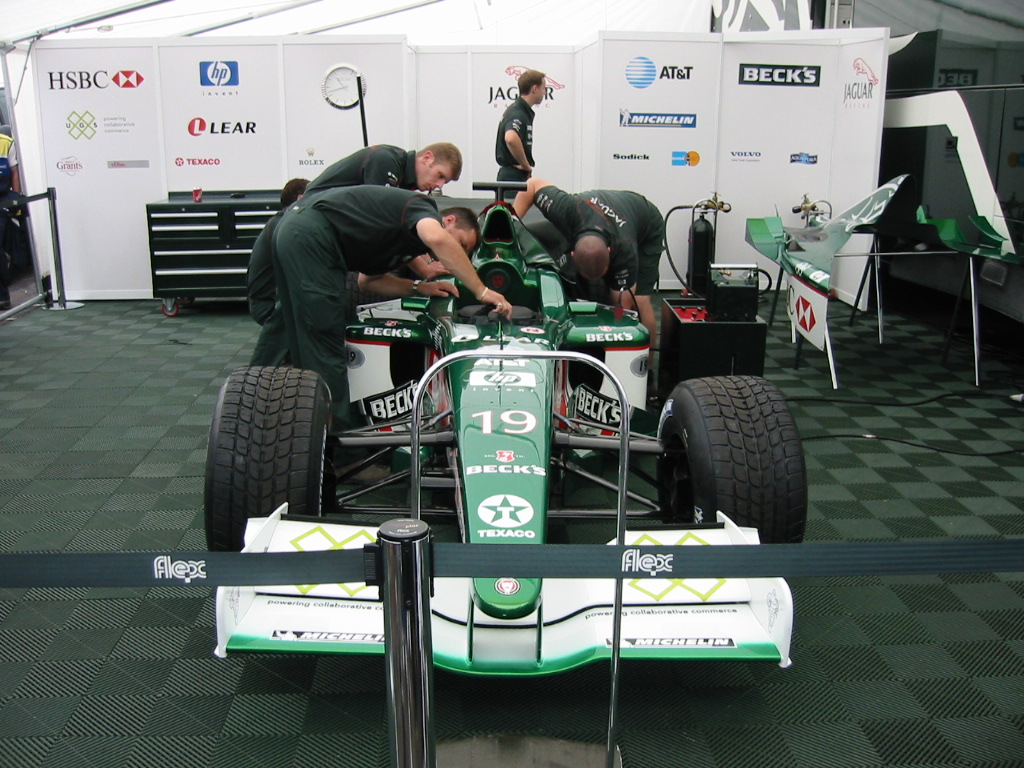
Jaguar R2 de número 19, usado por Burti em 2001

Para 2001, Johnny Herbert anuncia a sua aposentadoria, e Burti é promovido para formar a dupla titular da equipe com Eddie Irvine, pela Jaguar ele faz as quatro primeiras corridas do ano, Austrália, Malásia, Brasil e San Marino. Ele termina em 8º em Albert Park, 10º em Sepang, em Interlagos ele abandona e em Imola chega em 11º com sua Jaguar R2 Cosworth CR 3.0 com pneus Michelin. 
Após o GP de San Marino, Burti deixou a Jaguar para ir para a Prost GP, só em 2020 em matéria especial do site GE em comemoração ao seu 45º aniversário, Luciano revelou brigas e discordâncias administrativas com o americano Bobby Rahal, onde o acusa como grande responsável pelo fracasso da Jaguar nos anos seguintes que culminaram na falência da equipe.

### Prost para a sequência do ano de 2001
Burti tinha resultados até melhores que os de Irvine até a quarta corrida da temporada, e após Mazzacane não atingir as metas do seu contrato de performance com a Prost Grand Prix, Burti negociou com Pedro Diniz que era sócio de Alain Prost na equipe Francesa e fechou contrato com a equipe apostando na melhora do carro para a temporada 2002, já que avaliou a Prost como muito inferior a Jaguar para a então temporada.
Burti continua o ano com o 11º lugar na Espanha e volta a chegar em 11º na Áustria, abandona em Mônaco com problemas no câmbio, 8º no Canadá, 12º no GP da Europa e 10º na França, ele tem problemas de motor na Grã-Bretanha e abandona, na Alemanha o mundo vê o primeiro grande acidente de Burti na Fórmula 1 . 

### Acidentes
Na largada do Grande Prêmio da Alemanha de 2001, a Ferrari de Michael Schumacher teve uma falha de aceleração em seu controle eletrônico de largada, sendo ultrapassado pela maioria dos carros que desviavam do alemão, porém, Burti com sua Prost AP04 acertou a metade direita do ferrarista, Burti decolou metros do chão e aterrissou em cima da Arrows de Enrique Bernoldi, que conseguiu seguir na prova sem danos. Burti e Schumacher retornaram juntos e a pé aos pits, conversando sobre o acontecido antes de seguirem na prova com seus carros reservas. Com a batida na curva Nord, a bandeira amarela foi agitada na reta e na curva 1 de imediato e a bandeira vermelha entrou em ação uma volta após paralisando a prova em seguida para limpeza de pista. Com os carros reservas, Burti passou direto pela mesma curva Nord na volta 23 saindo da prova em definitivo, e curiosamente na mesma volta Schumacher metros a frente teve problemas de pressão de óleo.
Após a Alemanha, e abandonar na Hungria, Burti enfrentaria as consequências dos sérios acontecimentos do dia 2 de setembro de 2001, 35 dias após o incidente da Alemanha. Em Spa-Francorchamps no GP da Bélgica, encerrando a 3ª volta do evento na curva Blanchimont, ele coloca por dentro da curva divida com seu ex companheiro de Jaguar, Irvine; Luciano e Eddie tocam os pneus dianteiro direito e traseiro esquerdo respectivamente, e saem da pista à pelo menos 290km/h segundo estimativas da época, Irvine rodando verticalmente parando no gramado ao lado da pista batendo de forma mais suave no guard rail, a frente, já Burti vai de frente para a barreira de pneus com uma desaceleração imediata e brusca, além de ficar coberto pela barreira até a altura de seu capacete. Os fiscais de pista de outras curvas de Spa de imediato se deslocaram para o local para retirar os pneus de cima de Burti junto com a ajuda do próprio Irvine, eles o colocam na ambulância cobrindo o socorro dado com tapumes verdes, para que as câmeras de TV e fotógrafos no local não pudessem fotografa-lo no estado em que se encontrava após breve atendimento médico, o capacete de Burti rachado abaixo da viseira dava real noção da gravidade do impacto, Burti ficou vários dias em coma com uma grave concussão cerebral, hemorragias cerebrais, lesões físicas e lesões no rosto. A corrida ficou sob bandeira vermelha por vinte minutos, ele foi substituído na Prost por Tomáš Enge, nas últimas três corridas do ano, Itália, EUA e Japão.
Esse acidente fez com que as barreiras de pneus em várias categorias ao redor do mundo, além da Fórmula 1, fossem envoltas de um tipo de capa ou manta, a fim de que em batidas frontais o piloto não ficasse coberto pela barreira, como Burti ficou em Spa por alguns minutos. Burti hoje, diz não ter se lembrar de nada, e quando vê o vídeo do acidente se diz que é como se fosse um vídeo de outro piloto se acidentando. Estudos confirmaram que Burti realizou alterações na parte do capacete que mais foi danificada a fim de receber mais ar dentro do seu capacete, os fiscais citam que Burti estava ferido, inconsciente e com a boca aberta em uma cena assustadora que deixou os mesmos incapazes de realizar os primeiros socorros 

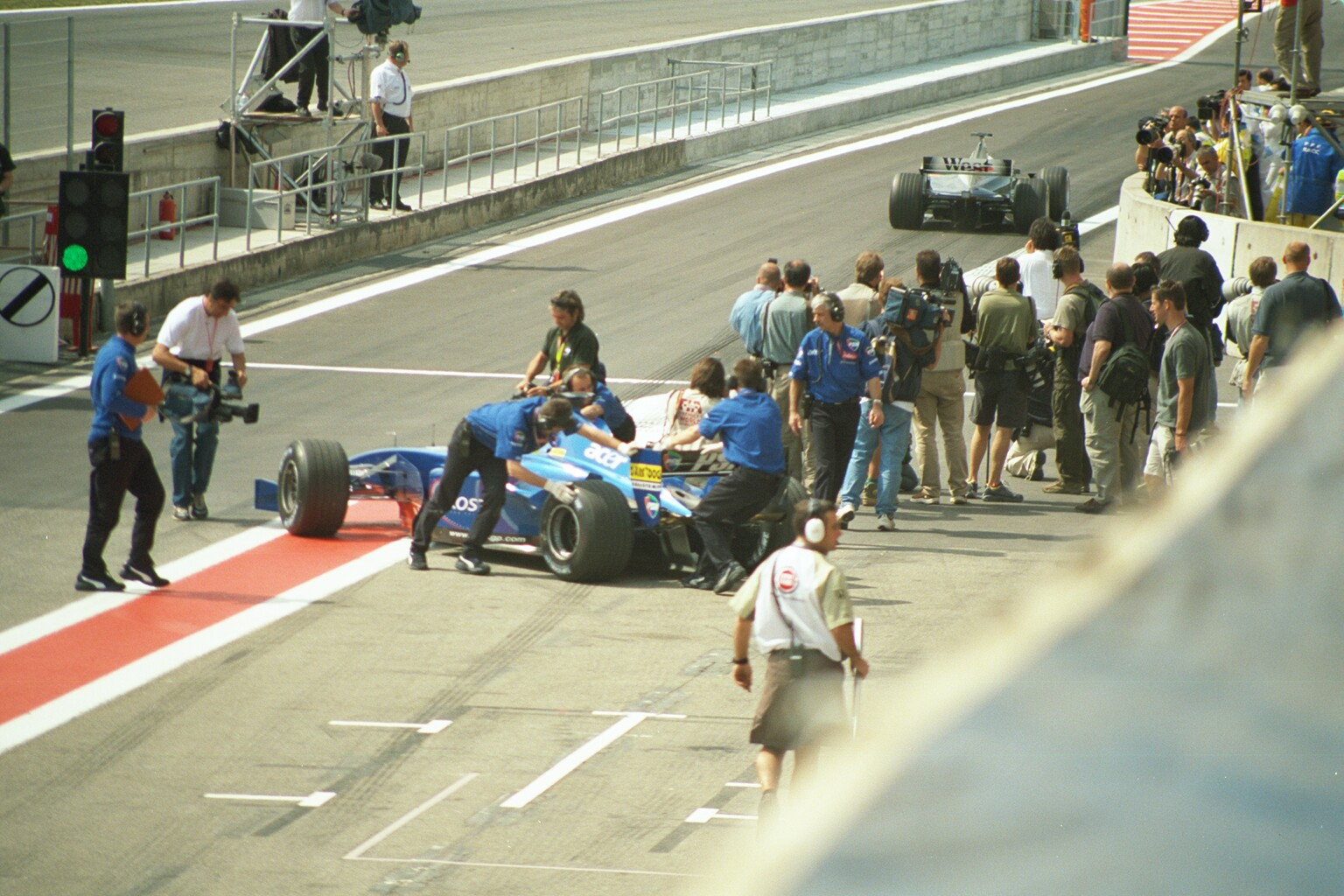
Prost AP04 de 2001, o último carro pilotado por Burti na categoria

Em GPs, Luciano Burti jamais voltou a competir na Fórmula-1 depois disso, citando inclusive danos emocionais além de todas as lesões físicas de sua demorada recuperação. Ele não chegou a ter a oportunidade de somar pontos na categoria com o sistema de pontuação diferenciado da época em comparação com o atual.

### Scuderia Ferrari
Em 2002, 2003 e 2004, Burti foi atuou como piloto de testes da Scuderia Ferrari, dividindo a função com Luca Badoer. E com Barrichello e Schumacher na titularidade dos acentos da equipe se sagraram campeões de equipes nessas três temporadas, Burti deixou a vaga quando Felipe Massa assumiu o seu posto de piloto de teste, quando Massa retornou a competir na Sauber que atuava como uma 'equipe b' da Ferrari, Burti retornou por um curto período a testar pela equipe Italiana em 2004.  

## Stock Car Brasil
Em 2005, Burti passou a competir na Stock Car, alcançando o pódio logo na sua estreia, com um terceiro lugar. Em 2006, conquistou pela primeira vez na categoria uma pole position, durante os treinos classificatórios para a segunda etapa da temporada, em Curitiba.

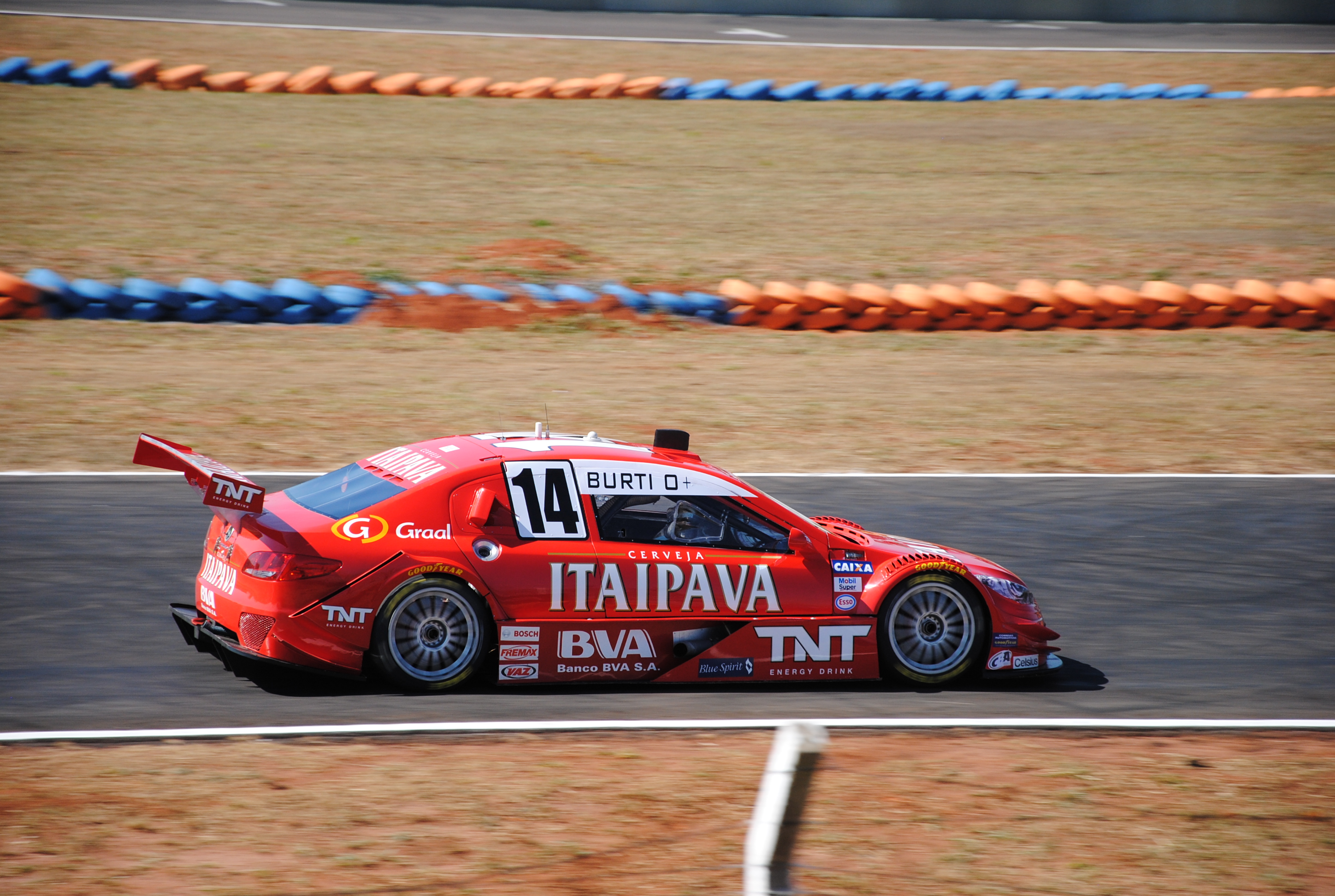
Burti em Campo Grande, durante a Stock Car 2011

Em 2009 em Tarumã, Burti vence pela primeira vez na categoria. A segunda vitória veio em 2011, na etapa de Campo Grande, quando largando da segunda posição do grid, Burti ultrapassou Allan Khodair e manteve a liderança até o final da prova.
Ele permaneceu na categoria até 2015 de forma ininterrupta disputando as temporadas por várias equipes e suas marcas como a Action Power, Boettger e Itaipava. Luciano também competiu nas temporadas 2016 e 2018 de forma incompleta.

## Outras categorias
Além das categorias de formação de pilotos em fórmulas, Fórmula 1 e Stock Car, Burti também tem participações em outras categorias ou provas únicas, em 2003 ele disputou a FIA GT NGT com uma Ferrari 360 Modena pela equipe JMB Racing.

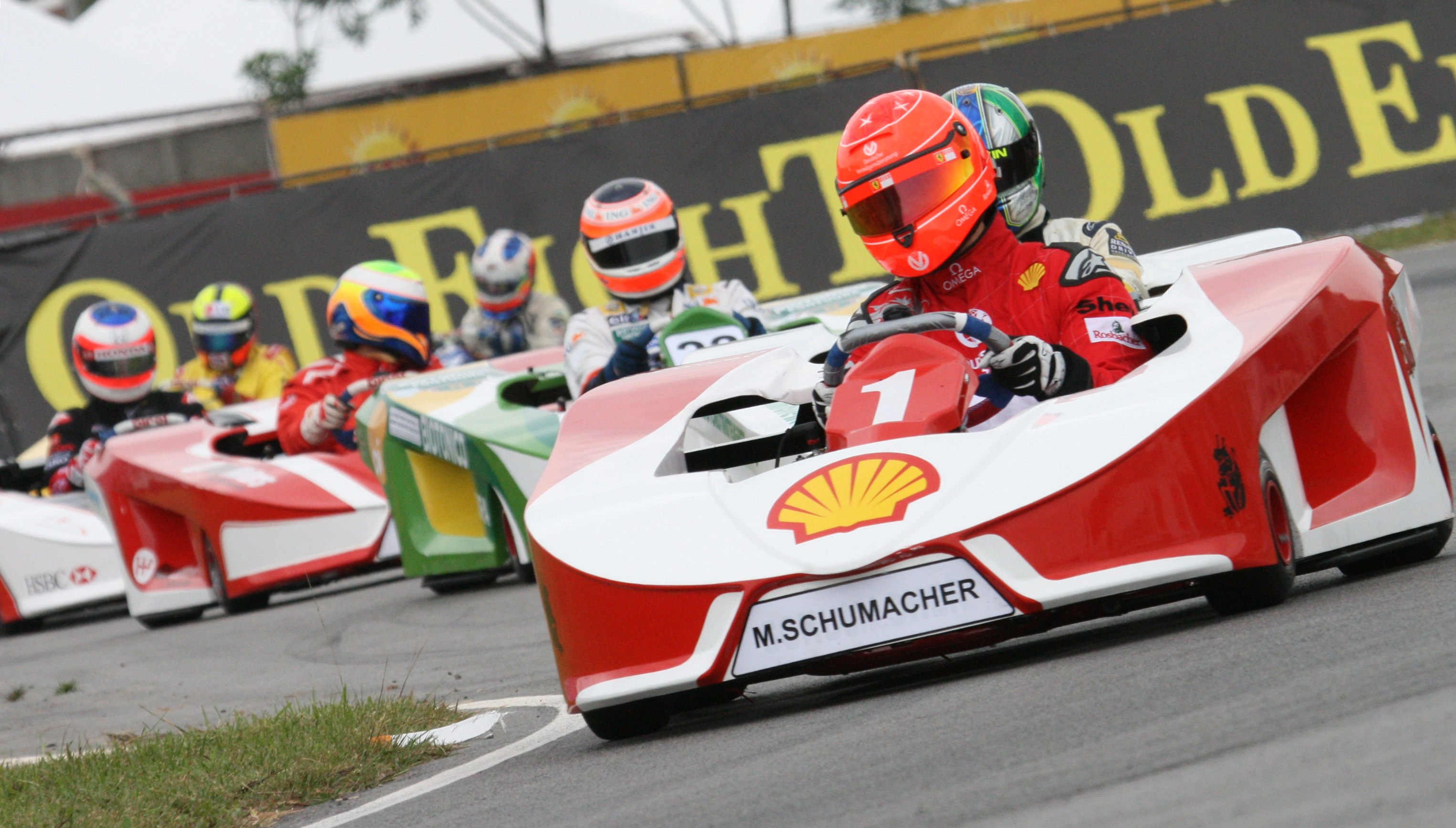
Burti no Desafio Internacional das Estrelas 2007, junto aos companheiros de pista: Schumacher, Di Grassi, Piquet Jr., Massa, Barrichello e Giaffone.

Em 2005 ele competiu pela TC2000 na Argentina pela Ford YPF em um Ford Focus. Em 2006 ele retorna a TC2000 para atuar na Toyota Team Argentina com um Toyota Corolla em Buenos Aires, ambos os anos em apenas uma corrida por temporada
Ainda em 2006 ele disputou uma etapa única da Porsche SuperCup pela Morellato Stars Team, com um Porsche 911 GT3 no Bahrain.
Em 2007 ele atuou na GT3 Brasil, pela Boni Sports em uma Lamborghini Gallardo GT3
Em 2016, Burti disputa a Porsche Endurance Series Challenge, em um Porsche 911 GT3 Cup 997 ll com motores Porsche 3.8
Em 2018, uma novidade, duas etapas da Copa Truck em 2018 em Interlagos pela RM Competições, ficando em 3º e em 2º respectivamente, somando uma volta rápida  ele disputou o evento com o caminhão do seu amigo substituído Felipe Giaffone, um dos grandes nomes da categoria
Além das disputadas do outrora consagrado Desafio Internacional das Estrelas em 2007, 2008, 2009, 2010, destaque para o 2º lugar conquistado em 2007.

## Carreira como comentarista
Em 2004, Burti passou a comentar as transmissões da Fórmula 1 para a Globo. Ao voltar para o Brasil e constatar algumas lacunas nas informações que eram transmitidas, o piloto procurou o diretor de esportes da emissora para apresentar sua ideia, realizou preparações e no final do ano foi chamado para um teste.

### Estreia marcante
Na primeira vitória de Rubens Barrichello na F1, Burti estava nas cabines como convidado ao lado de Galvão Bueno e Reginaldo Leme em Hockenheim no ano 2000, um GP após a sua estreia na Áustria, Burti é parabenizado pela condução em A1 Ring ao vivo, assim que chega ao posição da transmissão Brasileira. Após Rubinho cruzar a linha de chegada pela última vez, Galvão relata que Burti chorava com o momento.

### Burti fora da Globo, e Globo fora da F1
Para 2020, a Globo chegou a renovar os contratos de Burti e seu companheiro de transmissão, Felipe Giaffone  o que dava a entender um passo a frente para a continuidade do contrato entre Globo e Liberty Midia, dona da F1, para as retransmissão das imagens para o Brasil de 2021 em diante, porém a Liberty Midia com suas várias discordâncias na forma com que a Globo lidava com o modo de transmissão acabaram por optar pelos direitos retornarem a Band após 41 anos sem a categoria, de imediato Burti e Giaffone tiveram seus contratos rompidos e ambos foram dispensados, Burti alegou uma discordância nos salários que receberia sem a F1 na casa , na contramão de Reginaldo Leme, Mariana Becker, Sergio Mauricio e o próprio Giaffone, Burti não foi anunciado pela emissora do Morumbi, as conversas nunca teriam ido pra frente por nenhuma das partes, segundo, Luciano.
Burti em Agosto de 2021, revelou ao site Motorsport Brasil em entrevista, entre vários temas, que acompanha a Fórmula 1 atualmente pelo APP da categoria com a opção de narração estrangeira, mais precisamente a Inglesa, a fala gerou certo julgamento do público nos comentários da versão Youtube da entrevista pela preferência e tom da avaliação do comentarista ao novo modo de transmissão que a Band implantou em comparação ao modo com que a Globo apresentava o produto .

## Vida pessoal
Luciano Burti foi casado com Daniela Norbert a cerimônia aconteceu em 2008 e durou até 2015 quando se separaram, ele em janeiro de 2018 assumiu namoro com a jornalista Monalisa Perrone, na época, ambos da globo . Ele tem um casal de filhos do seu casamento com Daniela, Manuela Burti e Henrique Burti .
Desde 2021 fora das transmissões da Fórmula 1 e das pistas das categorias pelas quais já competiu, Burti considerou aquele um ano sabático, e desde então esta focado em seus empreendimentos como empresário , área onde atua desde 2013, além de comparecer a eventos .

## Resultados
Corrida em negrito significa pole position; corrida em itálico significa volta mais rápida)

### Fórmula 1
| Ano  | Equipe           | Carro      | 1     | 2      | 3       | 4      | 5      | 6      | 7       | 8     | 9      | 10     | 11      | 12      | 13     | 14      | 15  | 16  | 17  | Classificação Final | Pontos |
| ---- | ---------------- | ---------- | ----- | ------ | ------- | ------ | ------ | ------ | ------- | ----- | ------ | ------ | ------- | ------- | ------ | ------- | --- | --- | --- | ------------------- | ------ |
| 2000 | Jaguar Racing    | Jaguar R1  | AUS   | BRA    | SMR     | GBR    | ESP    | EUR    | MON     | CAN   | FRA    | AUT 11 | GER     | HUN     | BEL    | ITA     | EUA | JAP | MAL | 23°                 | 0      |
| 2001 | Jaguar Racing    | Jaguar R2  | AUS 8 | MAL 10 | BRA Ret | SMR 11 |        |        |         |       |        |        |         |         |        |         |     |     |     | 20°                 | 0      |
| 2001 | Prost Grand Prix | Prost AP04 |       |        |         |        | ESP 11 | AUT 11 | MON Ret | CAN 8 | EUR 12 | FRA 10 | GBR Ret | ALE Ret | HUN 21 | BEL Ret | ITA | EUA | JAP | 20°                 | 0      |

### Stock Car Brasil
| Ano  | Equipe               | Carro            | 1       | 2       | 3       | 4       | 5       | 6       | 7       | 8       | 9       | 10      | 11      | 12      | Classificação | Pontos |
| ---- | -------------------- | ---------------- | ------- | ------- | ------- | ------- | ------- | ------- | ------- | ------- | ------- | ------- | ------- | ------- | ------------- | ------ |
| 2005 | Action Power         | Chevrolet Astra  | SAO 3   | CTB Ret | RIO 7   | SAO 6   | CTB Ret | LON 6   | BSB Ret | SCZ Ret | TAR Ret | ARG 3   | RIO 8   | SAO 6   | 5°            | 79     |
| 2006 | Action Power         | Volkswagen Bora  | SAO Ret | CTB 17  | CGD 19  | SAO 20  | LON 14  | CTB 17  | SCZ 24  | BSB 23  | TAR Ret | ARG 3   | RIO DSQ | SAO 23  | 25°           | 18     |
| 2007 | Action Power         | Volkswagen Bora  | SAO 14  | CTB 7   | CGD 9   | SAO Ret | LON Ret | SCZ 2   | CTB 21  | BSB 24  | ARG 27  | TAR 9   | RIO Ret | SAO Ret | 17°           | 45     |
| 2008 | Action Power         | Peugeot 307      | SAO Ret | BSB 11  | CTB 15  | SCZ DSQ | CGD 6   | SAO Ret | RIO 2   | LON 29  | CTB 21  | BSB 15  | TAR 7   | SAO 8   | 12°           | 54     |
| 2009 | Boettger Competições | Chevrolet Vectra | SAO Ret | CTB 15  | BSB 8   | SCZ 11  | SAO 2   | SAL 4   | RIO 13  | CGD 8   | CTB 8   | BSB 7   | TAR 1   | SAO 7   | 5º            | 257    |
| 2010 | Itaipava Racing Team | Peugeot 307      | SAO Ret | CTB Ret | BSB 7   | SCZ Ret | RIB NL  | SAL 21  | SAO 14  | CGD 7   | CTB 7   | BSB 5   | TAR Ret | SAO Ret | 18º           | 41     |
| 2011 | Itaipava Racing Team | Peugeot 307      | CTB 5   | SAO 12  | RBP Ret | NSR Ret | CGD 1   | SAL 20  | SAO Ret | CGD 4   | SCZ 10  | LON 7   | BSB 13  | SAO 16  | 9º            | 226    |
| 2012 | Itaipava Racing Team | Peugeot 408      | SAO 14  | CTB 7   | VEL Ret | RBP 8   | LON 2   | RIO Ret | SAL 3   | CGD 24  | TAR 13  | CUR 16  | BRA 5   | INT 15  | 11º           | 117    |
| 2013 | Boettger Competições | Peugeot 408      | INT 8   | CUR 23  | TAR 12  | SAL 8   | BRA DSQ | CAS 15  | RBP Ret | BRA 6   | VEL 11  | CUR Ret | GOI Ret | INT 7   | 12º           | 94     |

| Ano  | Equipe           | Carro           | 1       | 2       | 3       | 4       | 5      | 6      | 7      | 8       | 9      | 10     | 11     | 12      | 13      | 14      | 15      | 16      | 17    | 18      | 19     | 20     | 21      | Classificação    | Pontos |
| ---- | ---------------- | --------------- | ------- | ------- | ------- | ------- | ------ | ------ | ------ | ------- | ------ | ------ | ------ | ------- | ------- | ------- | ------- | ------- | ----- | ------- | ------ | ------ | ------- | ---------------- | ------ |
| 2014 | Vogel Motorsport | Chevrolet Sonic | SAO 16  | SCZ Ret | SCZ DNS | BSB 3   | BSB 18 | GOI 8  | GOI 4  | GOI 29  | CAS 22 | CAS 13 | CTB 26 | CTB 17  | VEL Ret | VEL Ret | SCZ Ret | SCZ DNS | TAR 8 | TAR Ret | SAL 5  | SAL 3  | CTB DSQ | 19º              | 85     |
| 2015 | RZ Motorsport    | Chevrolet Sonic | GOI 16  | RBP 21  | RBP 5   | VEL Ret | VEL 13 | CUR 12 | CUR 16 | SCZ Ret | SCZ 11 | SCZ 20 | CUR 13 | GOI Ret | CAS 16  | CAS 8   | MS 20   | MS 10   | CUR 4 | CUR 21  | TAR 12 | TAR 15 | INT 11  | 19º              | 93     |
| 2016 | RZ Motorsport    | Chevrolet Cruze | CUR DNF | VEL 13  | VEL 20  | GOI     | GOI    | SCZ    | SCZ    | TAR     | TAR    | CAS    | CAS    | INT     | LON     | LON     | CTB     | CTB     | GOI   | GOI     | CUR    | CUR    | INT     | 33º              | 11     |
| 2018 | Texaco Racing    | Chevrolet Cruze | INT RET | CTB     | CTB     | VEL     | VEL    | LON    | LON    | SCZ     | SCZ    | GOI    | MS     | MS      | CAS     | CAS     | VCA     | VCA     | LON   | LON     | GOI    | GOI    | INT     | Piloto convidado | -      |